# Moran tra le donne
Moran tra le donne (Amongst Women) è un romanzo di John McGahern del 1990.
Il romanzo racconta la storia di Michael Moran, un anziano veterano dell'IRA, e la sua tirannia nei confronti di moglie e figli, che lo amano e ne hanno paura allo stesso tempo. È il più noto tra i romanzi di McGahern ed è considerato il suo capolavoro. Il libro fu selezionato tra i finalisti del Booker Prize del 1990.

## Trama
Il romanzo è ambientato nelle campagne rurali dell'Irlanda. La storia si svolge lungo un periodo di venti anni verso la metà del ventesimo secolo, e vede come protagonista Michael Moran, capofamiglia ed ex membro dell'IRA come ufficiale e guerrigliero nella guerra d'indipendenza irlandese e nella guerra civile irlandese degli anni venti. Anche se Moran è un membro rispettato della sua comunità e un cattolico devoto, c'è un aspetto del suo carattere che è crudele e violento. Egli domina le vite della sua seconda moglie, Rose, e dei suoi cinque figli. I figli si sforzano di cominciare le proprie vite, pur rimanendo leali alla famiglia. Gran parte della storia è raccontata attraverso flashback, mentre le figlie di Moran cercano di ricreare il "Monaghan Day" per l'anziano e depresso genitore, perché in quel giorno si è sempre sentito in forma.

## Edizioni
- John McGahern, Moran tra le donne, Einaudi, 1997,  p. 216, ISBN 88-06-14463-4.